# 霹雳五
霹雳五（ω Psc / 双鱼座ω）是双鱼座的一颗恒星，距离地球约106光年，光谱型F4IV。它是一颗亚巨星或矮星，表面温度约6,600开。它可能是一个密近双星系统。通过光谱变化推测其绕行周期为2.16天，但后来被证明是错误的。如果该星是一颗独立的恒星，它的光度为太阳的20倍，质量为太阳的1.8倍。
据称霹雳五的俗名为Vernalis，即拉丁语的“春天的”意思，因为该星位于春分点。
在佛氏星号和希腊字母的编号、以及含有专名的恒星中，霹雳五是赤经最大的恒星。由于地轴以26,000年的周期摆动，在2013年，霹雳五的赤经将会变为0h。它是双鱼座小环东边的第一颗星。